# Union des transports africains de Guinée
UTA - Union des Transports Africains de Guinée (abreviado como UTAGE) fue una aerolínea guineana. Esta aerolínea operó sólo durante tres años, entre 2001 y 2004, y finalizó sus operaciones tras una mala gestión causado por el vuelo 141, el cual se sobrecargó, impidiéndole despegar correctamente lo que provocó que se estrellara en el mar.

## Flota
- 1 Antonov An-24 RV (9L-LBQ)
- 2 Boeing 727-200 (3X-GDM y 3X-GDO)

## Accidentes e incidentes
El 25 de diciembre de 2003, el vuelo 141 de UTA, operado por un Boeing 727-200Adv (3X-GDO), realizaba un vuelo programado desde Benín al Líbano cuando se estrelló en la bahía de Benín debido a un desequilibrio de carga y un exceso de pasajeros. De los 163 pasajeros a bordo, 141 personas murieron.